# Microxina subtilis
Microxina subtilis är en svampdjursart som först beskrevs av Gustavo Pulitzer-Finali 1982.  Microxina subtilis ingår i släktet Microxina och familjen Niphatidae. Inga underarter finns listade i Catalogue of Life.